# Roger Haight
Roger Haight (30 de abril de 1936 – 19 de junho de 2025) foi um sacerdote católico jesuíta norte-americano, professor de teologia histórica e sistemática e autor de uma vasta obra teológica. Seu livro Jesus, símbolo de Deus recebeu o Catholic Book Award (Prêmio do Livro Católico) nos Estados Unidos. Este livro foi recentemente condenado pela Congregação para a Doutrina da Fé. A reflexão teológica de Haight situa-se na corrente da teologia do pluralismo religioso. Haight foi proibido de lecionar e publicar desde 2004.

## Biografia
Haight concluiu seus estudos em Filosofia no Berchmans College, em Cebu, Filipinas, em 1961. Prosseguiu seus estudos nos Estados Unidos da América, doutorando-se em teologia na Universidade de Chicago em 1973. 
Foi professor de teologia por mais de 30 anos em escolas da Companhia de Jesus em Manila, Chicago, Toronto e Cambridge. Foi professor visitante em Lima, Nairóbi, Paris e em Pune (Índia).
Foi presidente da Sociedade Teológica Católica da América (1994/1995).
A obra de Haight busca um diálogo com o mundo pós-moderno e o pluralismo religioso. Para realizar tal tarefa, considera que as afirmações dogmáticas da fé devem ser repensadas e reinterpretadas no contexto cultural e linguístico atual. Neste esforço, ressalta o valor de outras crenças e figuras salvadoras. 
Seu livro Jesus, Símbolo da Deus (1999) gerou um processo na Santa Sé. A Congregação para a Doutrina da Fé considerou seu livro Jesus símbolo da fé relativiza a figura de Cristo, o significado salvífico da morte de Jesus, a Trindade e a importância da Igreja católica. Por considerar que o livro possui graves erros doutrinais, esta Congregação emitiu uma notificação em 2005 proibindo Haight de ensinar teologia em instituições católicas até que suas posições fossem corrigidas. O teólogo perdeu então sua cátedra na Escola de Teologia de Weston, em Cambridge e passou a ensinar no Union Theological Seminary (Seminário da União Teológica), uma instituição de natureza ecumênica.
Depois de 2005, Haight publicou novos trabalhos, incluindo um estudo da igreja de três volumes intitulado "Christian Community in History" (A comunidade cristã na história), "O futuro da cristologia" e "Dinâmica da teologia", que foram considerados pelo Vaticano uma reafirmação da doutrina condenada. Em 2009, foi emitida uma nova ordem que proibiu Haight de ensinar e publicar sobre assuntos teológicos em qualquer lugar, inclusive no Seminário da União Teológica.
Ele foi professor residente no Union Theological Seminary, uma função não-docente.
Haight morreu no dia 19 de junho de 2025, aos 89 anos.

## Livros publicados
- The experience and language of Grace, 1969.
- An alternative vision: an interpretation of liberation theology, 1985.
- Dinâmica da teologia, 1990, segundo lugar como melhor livro de teologia de 1991 da Catholic Press Association. traduzido em português pelas Edições Paulinas (Brasil).
- Jesus, símbolo de Deus, 1999, prêmio de melhor livro de teologia da Catholic Press Association em 2000, traduzido em português pelas Edições Paulinas (Brasil).
- O futuro da cristologia (2005), terceiro lugar do prêmio em teologia do Catholic Press Association, em maio de 2006, traduzido em português pelas Edições Paulinas (Brasil).
- A comunidade cristã na história (2004-2005), em dois volumes.